# Lajes do Pico
Lajes do Pico ('laʒɨʃ du 'piku) è un comune portoghese di 4 701 abitanti (2011) situato nella regione autonoma delle Azzorre.

## Società

### Evoluzione demografica
| Popolazione di Lajes do Pico (1849 – 2004) | Popolazione di Lajes do Pico (1849 – 2004) | Popolazione di Lajes do Pico (1849 – 2004) | Popolazione di Lajes do Pico (1849 – 2004) | Popolazione di Lajes do Pico (1849 – 2004) | Popolazione di Lajes do Pico (1849 – 2004) | Popolazione di Lajes do Pico (1849 – 2004) | Popolazione di Lajes do Pico (1849 – 2004) | Popolazione di Lajes do Pico (1849 – 2004) |
| ------------------------------------------ | ------------------------------------------ | ------------------------------------------ | ------------------------------------------ | ------------------------------------------ | ------------------------------------------ | ------------------------------------------ | ------------------------------------------ | ------------------------------------------ |
| 1849                                       | 1900                                       | 1930                                       | 1960                                       | 1981                                       | 1991                                       | 2001                                       | 2004                                       | 2011                                       |
| 11480                                      | 9371                                       | 7796                                       | 8186                                       | 5828                                       | 5563                                       | 5041                                       | 4840                                       | 4701                                       |

## Freguesias
- Calheta de Nesquim
- Lajes do Pico
- Piedade
- Ribeiras
- Ribeirinha
- São João